# Burgraviat de Meissen
El Burgraviat de Meissen fou una jurisdicció feudal del Sacre Imperi Romanogermànic centrada a la ciutat de Meissen però que després es va estendre a dues porcions de terrenys més (de majors superfície) al sud-oest de la marca de Meissen. S'esmenta per primer cop el 1068, quan Enric IV del Sacre Imperi Romanogermànic va instal·lar un burgravi al castell imperial (Reichsburg) de Meissen. Els burgraves de Meissen eren oficials reials nomenats per documentar les reclamacions del rei al poder. Actuaven com un contrapoder del marcgravi i del bisbe de Meissen i estaven basats en un castell existent al lloc de l'Albrechtsburg a Meißen. La senyoria incloïa bastants dels pobles en l'àrea circumdant. El Vogtland no era part del burgraviat, però els dos territoris tenien el mateix senyor. Els burgravis venien de la casa dels Meinherings i, des de 1426, de la casa de Plauen.
El Burgraviat de Meissen no s'ha de confondre amb el Bisbat de Meissen (format per tres porcions dins del Marcgraviat però diferents de les terres sotmeses als burgravi) ni amb el mateix marcgraviat de Meissen.

## Llista (incompleta)
| Burgravis verificables              | Des de        | fins a          | període de vide                     | Notes |
| ----------------------------------- | ------------- | --------------- | ----------------------------------- | --- |
| Frederic I of Wettin                | abans de 1009 | 1017            |                                     | |
|                                     |               |                 |                                     | |
| Burcard                             |               | 1076            |                                     | |
| Assassinat                          |               |                 |                                     | |
| Burcard II                          | 1114          | 1117            |                                     | |
| Enric Caput (Haupt)                 | 1116          |                 |                                     | Bescanviat per Enric V per Wiprecht de Groitzsch, Lluís I de Turíngia i Burcard II. |
| Hoyer                               |               |                 |                                     | Esmentat el 1180 |
| Burgravis de la família Meinherings | Des de        | Fins a          | Període de vida                     | Notes |
| Hermann Sterker de Wohlsbach        | 1170          | 1180            | n. vers 1143; + vers. 1171          | Un nebot portava el mateix nom, Herman, comte de Wolfsbach i Schaumburg (n. abans de 1152; + després de 1177) |
| Meinher I de Werben                 | 1199          |                 | abans 1171; + 1217/1218             | |
| Meinher II                          | 1214          |                 | n. 1203; + després de 1250          | En part amb el seu germà Herman II (I) |
| Meinher (III)                       | 1243          |                 |                                     | |
| fill de Meinher II.                 |               |                 |                                     | |
| Herman III.                         |               |                 | n. abans de 1308; + després 1351    | nét de Meinher (III) |
| Meinher IV (V)                      |               |                 | n. abans de 1308; + 1352/1355       | nét de Meinher (III) |
| Herman IV                           |               |                 | † vers 1349                         | fill de Hermann III. |
| Meinher V (VI)                      |               |                 | n. abans de 1308; + 1388            | Fundador de la línia de Hartenstein |
| Bertold I                           | 1388          | 1398            |                                     | |
| Fundador de la línia de Frauenstein |               |                 |                                     | |
| Meinher VI                          | 1398          | després de 1401 | n. abans de 1381; + després de 1403 | fill de Bertold I. |
| Enric I de Hartenstein              | 1388          | 1423            | n. vers 1381; + 1423                | fill de Meinher V (VI) |
| Enric II                            | 1423          | 1426            | †† ⚔ 1426                           | darrer Meinhering, fill d'Enric I. |
| Burgravis de la casa de Plauen      | Des de        | Fins a          | Període de vida                     | Notes |
| Enric I de Plauen                   | 1426 (1439)   | 1446            | n. 1387; + 1446/1447                | Originalment Enric X de Plauen |
| Enric II de Plauen                  | 1446/1447     | 1482            | n. 1417; + 1482/1484                | El 1466 la senyoria de la casa de Plauen sobre l'Ämter de Plauen i Voigtsberg es va acabar amb l'expulsió d'Enric II. El territori fou donat al elector de Saxònia Ernest of Saxònia en feu del regne de Bohèmia.                                                                            |
| Enric III de Plauen                 | 1482          | 1519            | n. 1453; + 1519                     | El 1482 Enric III finalment va renunciar als seus drets a favor de la casa de Wettin però va retenir per a ell mateix i els seus descendents el portar el títol de burgravi de Meissen que li donava un seient a la dieta imperial. Se li va confirmar per Frederic en un documento de 1490. |
| Enric IV de Plauen                  | 1519          | 1554            | n. 1510; + 1554                     | |
| Enric V de Plauen                   | 1554          | 1568            | n. 1533; + 1568                     | |
| Enric VI de Plauen                  | 1554          | 1572            | n. 1536; + 1572                     | |

Amb l'extinció de Línia Vella dels defensors/protector (Vögte) de Plauen el 1572 la línia familiar dels burgravis de Meißen es va extingir. Els Plauens mai no havien regnat com burgravis, però tenien el títol que llavors va passar als prínceps electors de Saxònia.

## Escut d'Armes
L'escut d'armes dels burgravis tenia un saltire negre en un camp d'or. Al casc una junta d'escut rectangular d'or (Schirmbrett), en el qual hi ha una creu, que es guarneix a les cantonades amb 5 plomes de paó. La capa era or i negre. Aquest escut d'armes també es transmetia pels burgraves de Merseburg, Naumburg, Neuenburg prop de Freyburg i Osterfeld.